# Algarheim
Algarheim är en tidigare tätort i Ullensakers kommun i Akershus fylke i sydöstra Norge. Orten ligger där fylkesväg 174 möter fylkesväg 1554, öster om staden Jessheim.
Sedan 2020 räknas bebyggelsen i orten som en del av tätorten Jessheim.